# 特里比亚诺
特里比亚诺（義大利語：Tribiano），是意大利米兰省的一个市镇。总面积6平方公里，人口3215人，人口密度535.8人/平方公里（2009年）。国家统计（ISTAT）代码为015222。